# Génération richesse
Pour plus de détails, voir Fiche technique et Distribution.
Génération richesse (Generation Wealth) est un film américain réalisé par Lauren Greenfield, sorti en 2018.

## Synopsis
Le documentaire s'intéresse sur le monde des riches et les inégalités sociales qui permet son existence.

## Fiche technique
- Titre : Génération richesse
- Titre original : Generation Wealth
- Réalisation : Lauren Greenfield
- Scénario : Lauren Greenfield
- Musique : Jeff Beal
- Photographie : Robert Chappell, Lauren Greenfield, Shana Hagan, Jerry Risius et Lars Skree
- Montage : Victor Livingston, Dan Marks, Aaron Wickenden et Michelle M. Witten
- Production : Wallis Annenberg, Frank Evers et Lauren Greenfield
- Société de production : Evergreen Pictures, Artemis Rising Foundation, Candescent Films et Cinereach
- Pays :  États-Unis
- Genre : Documentaire
- Durée : 105 minutes
- Dates de sortie : 
  -  États-Unis : 20 juillet 2018

## Accueil
Le film a reçu un accueil mitigé de la critique. Il obtient un score moyen de 53 % sur Metacritic.